# Drużynowe Mistrzostwa Polski Juniorów na Żużlu 2018
Drużynowe Mistrzostwa Polski Juniorów 2018 – zawody żużlowe, mające na celu wyłonienie medalistów drużynowych mistrzostw Polski juniorów w sezonie 2018. Rozegrano eliminacje w trzech grupach, dwa turnieje półfinałowe oraz finał, w którym zwyciężyli zawodnicy Grupy Azotów Unii Tarnów.

## Finał
- Gorzów Wielkopolski, 20 września 2018
- Sędzia: Remigiusz Substyk
- Widzów: 700

| Msc |                                                                              | Drużyna / Zawodnik                       | Biegi                                | Punkty |
| --- | ---------------------------------------------------------------------------- | ---------------------------------------- | ------------------------------------ | ------ |
| 1   |                                                                              | Grupa Azoty Unia Tarnów                  | Grupa Azoty Unia Tarnów              | 26     |
| 1   | Patryk Rolnicki Dawid Rempała Mateusz Cierniak Przemysław Konieczny          | (3,3,3,2) (w,0,2,2) (3,2,3,3) ns         | 11 4 11 ns                           |        |
| 2   |                                                                              | Cash Broker Stal Gorzów Wielkopolski     | Cash Broker Stal Gorzów Wielkopolski | 21     |
| 2   | Rafał Karczmarz Mateusz Bartkowiak Alan Szczotka Hubert Czerniawski          | (3,1,3,3) (1,w,3,2) (3,1,1,0) ns         | 11 6 5 ns                            |        |
| 3   |                                                                              | Fogo Unia Leszno                         | Fogo Unia Leszno                     | 20     |
| 3   | Kacper Pludra Wiktor Trofimow jr Szymon Szlauderbach Krzysztof Sadurski      | (1,2,0,1) (2,2,3,2) (3,0,1,3) ns         | 4 9 7 ns                             |        |
| 4   |                                                                              | Get Well Toruń                           | Get Well Toruń                       | 19     |
| 4   | Igor Kopeć-Sobczyński Daniel Kaczmarek Marcin Kościelski Aleks Rydlewski     | (2,2,2,1) (0,3,3,2) (1,1,1,1) ns         | 7 8 4 ns                             |        |
| 5   |                                                                              | Aforti Start Gniezno                     | Aforti Start Gniezno                 | 18     |
| 5   | Norbert Krakowiak Maksymilian Bogdanowicz Damian Stalkowski Weronika Burlaga | (2,3,3,1) (0,2,1,0) (1,2,0,3) ns         | 9 3 6 ns                             |        |
| 6–7 |                                                                              | Zdunek Wybrzeże Gdańsk                   | Zdunek Wybrzeże Gdańsk               | 11     |
| 6–7 | Dominik Kossakowski Karol Żupiński Marcin Turowski                           | (0,0,0,0) (1,2,1,2) (2,0,0,3)            | 0 6 5                                |        |
| 6–7 |                                                                              | ROW Rybnik                               | ROW Rybnik                           | 11     |
| 6–7 | Lars Skupień Robert Chmiel Przemysław Giera Dominik Tyman                    | (2,w,–,ns) (3,1,2,1) (1,0,w,1) (–,–,t,–) | 2 7 2 0                              |        |

Bieg po biegu:
1. Karczmarz, Krakowiak, Bartkowiak, Bogdanowicz
2. Chmiel, Skupień, Żupiński, Kossakowski
3. Rolnicki, Trofimow jr, Pludra, Rempała (w/u)
4. Szczotka, Kopeć-Sobczyński, Karczmarz, Kaczmarek
5. Krakowiak, Turowski, Stalkowski, Kossakowski
6. Szlauderbach, Pludra, Giera, Skupień (w/su)
7. Cierniak, Kopeć-Sobczyński, Kościelski, Rempała
8. Karczmarz, Żupiński, Szczotka, Turowski
9. Krakowiak, Stalkowski, Chmiel, Giera
10. Kaczmarek, Trofimow jr, Kościelski, Szlauderbach
11. Rolnicki, Rempała, Szczotka, Bartkowiak (w/2min)
12. Trofimow jr, Bogdanowicz, Krakowiak, Pludra
13. Rolnicki, Cierniak, Żupiński, Turowski
14. Kaczmarek, Chmiel, Kościelski, Giera (w/u)
15. Bartkowiak, Trofimow jr, Szlauderbach, Szczotka
16. Cierniak, Rolnicki, Bogdanowicz, Stalkowski
17. Turowski, Kopeć-Sobczyński, Kościelski, Kossakowski
18. Karczmarz, Bartkowiak, Chmiel, Tyman (t)
19. Stalkowski, Kaczmarek, Kopeć-Sobczyński, Bogdanowicz
20. Szlauderbach, Żupiński, Pludra, Kossakowski
21. Cierniak, Rempała, Giera